# Mukilteo
Mukilteo è una città della contea di Snohomish, nello Stato di Washington (Stati Uniti).